# Ołeksandr Chocianiwski
Ołeksandr Josypowycz Chocianiwski (ukr. Олександр Йосипович Хоцянівський; ur. 20 lipca 1990) – ukraiński zapaśnik startujący w stylu wolnym. Olimpijczyk z Londynu 2012, gdzie zajął czternaste miejsce w kategorii 120 kg, piętnaste w Tokio 2020 w kategorii 125 kg i szesnaste w Paryżu 2024 w kategorii do 125 kg.
Trzeci na mistrzostwach świata w 2019; piąty w 2014 roku. 
Brązowy medalista mistrzostw Europy w 2014, 2019 i 2021. Trzeci w Pucharze Świata w 2022, a także piąty w zawodach indywidualnych w 2020. Trzeci na igrzyskach europejskich w 2019; dziewiąty na igrzyskach europejskich w 2015. Wicemistrz uniwersjady w 2013. Trzeci na akademickich mistrzostwach świata w 2012 i mistrzostwach Europy juniorów z 2010 roku.

## Turniej wLondynie 2012
| Konkurencja          | Walki              | Klas. końcowa |
| Konkurencja          | Przeciwnik I       |               |
| -------------------- | ------------------ | ------------- |
| styl wolny do 120 kg | Taha Akgül (TUR) L | XIV           |